# Phyllophaga luginbilli
Phyllophaga luginbilli är en skalbaggsart som beskrevs av Saylor 1941. Phyllophaga luginbilli ingår i släktet Phyllophaga och familjen Melolonthidae. Inga underarter finns listade i Catalogue of Life.